# 체리파이 (웹 프레임워크)
체리파이(CherryPy)는 파이썬 프로그래밍 언어를 사용하는 객체 지향 웹 애플리케이션 프레임워크이다. 이는 HTTP 프로토콜을 래핑하여 웹 애플리케이션의 신속한 개발을 위해 설계되었지만 낮은 수준으로 유지되며 RFC 7231에 정의된 것보다 더 많은 것을 제공하지 않는다.
체리파이는 웹 서버 자체가 될 수도 있고 WSGI 호환 환경을 통해 시작할 수도 있다. 출력 렌더링이나 백엔드 액세스를 위한 템플릿 작성과 같은 작업은 다루지 않는다. 프레임워크는 요청/응답 처리의 정의된 지점에서 호출되는 필터를 통해 확장 가능하다.